# Список вице-королей Новой Гранады

## Список правителей вице-королевстваНовая Гранада
| № | Портрет | Вице-король                                                                                        | С                | По               |
| --- | ------- | -------------------------------------------------------------------------------------------------- | ---------------- | ---------------- |
| 1 |         | Антонио Игнасио де ла Педроса и Герреро формально не был вице-королём, а лишь исполнял обязанности | 13 июня 1718     | 25 ноября 1719   |
| 2 |         | Хорхе де Вильялонга                                                                                | 25 ноября 1719   | 11 мая 1724      |
| В 1724 году вице-королевство Новая Гранада было расформировано, став президентством в составе вице-королевства Перу. Вновь вице-королевство Новая Гранада было образовано в 1740 году |         | |                  |                  |
| 3 |         | Себастьян де Эслава                                                                                | 24 апреля 1740   | 6 ноября 1749    |
| 4 |         | Хосе Альфонсо Писарро                                                                              | 6 ноября 1749    | 24 ноября 1753   |
| 5 |         | Хосе Солис Фолч де Кардона                                                                         | 24 ноября 1753   | 25 февраля 1761  |
| 6 |         | Педро Мессия де ла Серда                                                                           | 1761             | 1772             |
| 7 |         | Мануэль де Гирирор                                                                                 | 1772             | 1776             |
| 8 |         | Мануэль Антонио Флорес                                                                             | 1776             | 26 ноября 1781   |
| 9 |         | Хуан де Торресар Диас Пимиента                                                                     | 1 апреля 1782    | 11 июня 1782     |
| 10 |         | Антонио Кабальеро и Гонгора                                                                        | 1782             | 1788             |
| 11 |         | Франсиско Хиль де Табоада                                                                          | 1788             | 1789             |
| 12 |         | Хосе Мануэль де Эспелета                                                                           | 1789             | 1797             |
| 13 |         | Педро Мендинуэта и Мускис                                                                          | 2 января 1797    | 16 сентября 1803 |
| 14 |         | Антонио Хосе Амар-и-Борбон                                                                         | 16 сентября 1803 | 20 июля 1810     |
| 15 |         | Франсиско Хавьер Венегас был назначен на пост, но официально его не занял                          | 1810             | 1810             |
| 16 |         | Бенито Перес Брито                                                                                 | 21 марта 1812    | ноябрь 1812      |
| 17 |         | Франсиско Монталво и Амбулоди                                                                      | 16 апреля 1816   | 1818             |
| 18 |         | Хуан Хосе де Самано и Урибарри                                                                     | 9 марта 1818     | август 1819      |
| 19 |         | Хуан де ла Крус Муржон                                                                             | 1819             | 1821             |